# Podkraj, Velike Lašče
Podkraj je naselje v Občini Velike Lašče.